# Регенерација (Доктор Ху)
У дуготрајној британској научнофантастичној телевизијској серији Доктор Ху, регенерација је биолошка способност коју показују Господари времена, род измишљених хуманоида који потичу са планете Галифреј. Овај поступак омогућава Господару времена да се подвргне трансформацији у нов физички облик и нешто другачију личност након случајева који би обично исходили смрћу. Регенерација је више пута коришћена током историје серије као средство за увођење новог глумца за главну улогу главног лика, Доктора. Други Господари времена и слични ликови су се такође регенерисали, обично из наративних разлога, а не због промене глумца.
Тренутну и четрнаесту инкарнацију Доктора игра Дејвид Тенант (који је такође играо Десетог Доктора), након регенерације Тринаестог Доктора (коју је тумачила Џоди Витакер) током специјалне епизоде Моћ Доктора. Након 60. годишњице серије, Шути Гатва ће преузети улогу петнаесте инкарнације.

## Концептуална историја

### Подстрек
Концепт регенерације створили су 1966. године сценаристи серије као метод замене главног глумца. Улогу Доктора је играо Вилијам Хартнел од почетка програма 1963. године, али је до 1966. постало све очигледније да се Хартнеллово здравље погоршава и да је с њим све теже радити. Продуцент Џон Вајлс је након неколико сукоба са Хартнелом намеравао да замени глумца у епизоди Завршни испит. Током епизода Дворана лутака и Подијум, Доктор је невидљив (због тога што је Хартнел био на одмору током снимања). Вајлсов план је био да се лик поново појави у улози новог глумца. ББЦ-ов шеф серијала (и надређени Вајлса) Џералд Савори је ставио забрану на овај предлог, што је довело до тога да Вајлс оде пре него што је серијал Небески произвођач играчака снимљен. Међутим, било је очигледно да Хартнел неће моћи да настави још дуго.
Дана 29. јула 1966. завршено је снимање епизоде Кријумчари (4. део), последње епизоде снимљене у трећем блоку продукције. Током продукције, Хартнел и продуцент Инес Лојд постигли су договор да он напусти улогу, након тумачења у још четири епизоде након којих ће бити примопредаја новог глумца која ће бити прва снимљена у оквиру четврте сезоне. Драматург Џери Дејвис предложио је да, пошто је Доктор већ утврђен као ванземаљац, лик може умрети и вратити се у новом телу. Лојд је ово узео даље предлажући да би Доктор могао редовно да врши ово „обнављање“, претварајући се из старијег човека у млађег. Ово би омогућило згодно преобликовање улоге када је то потребно. Сам поступак је направљен по узору на путовања са ЛСД-ом, са искуством као "пакао и ужас" узимања дроге.
На крају епизоде Десета планета (4. део), Први доктор се руши због старости, након што је раније изнео опаску да му је тело „мало мршаво“. Затим, пред очима његових сапутника Бена и Поли, његове црте се мењају у лице Другог Доктора којег игра Патрик Траутон. У епизоди Моћ Далека (1. део), првој причи Другог Доктора, Доктор повлачи аналогију између обнове и гусенице која се претвара у лептира.

### Развој концепта
У почетку није било јасно да ли је обнова природна способност Доктора за разлику од поступка који је покренула технологија. У епизоди Моћ Далека (1. део) Други Доктор описује своје обнављање као функцију своје временске машине ТАРДИС, наводећи да „без тога [он] не би могао да преживи“.
Када је Траутон напустио серију 1969. године, Доктор је поново обновљен, али овог пута су му промену наметнули Господари времена на крају епизоде Ратне игре (10. део), где се то назива "промена изгледа". Као и код прве промене, овај језик је указивао само површну физичку промену, а не личност, иако  се тумачење Џона Пертвија Трећег Доктора такође прилично битно разликовало од Траутоновог. За разлику од претходне промене, ова се гледа као казна, а не као природни поступак: у епизоди Ратне игре (10. део) Други Доктор протестује: „Не можете тек тако да промените како изгледам, а да ме не питате!“
Како се серија наставила, уведено је више аспеката регенеративног оступка, али су основни концепти регенерације како их данас прихватају обожаваоци серије тек чврсто успостављени у последњој сцени епизоде Планета паука (6. део) (1974) , када се Пертвијев Трећи Доктор претворио у Четвртог Доктора Тома Бејкера. У овој сцени, промена се по први пут спомиње речју "регенерисати" и објашњава се као биолошки поступак - "ћелије ће се регенерисати" - што се дешава када тело Господара времена умире. Такође се наводи да би након регенерације докторове мождане ћелије биле уздрмане и његово понашање би неко време било „неправилно“,
У референтној серији О времену, Лоренс Мајлс и Тат Вуд примећују да је часопис Месец Доктора Хуа који има дозволу навео у рубрици „Банка података - Матрикс” 1982. да његови читаоци не би требало да мешају „регенерације” каснијих инкарнација са „ подмлађивањем“ Хартнела у Траутона. Међутим, дијалог унутар самог серијала јасно укључује „подмлађивање“ првог у другог када су набрајајане Докторове регенерације (на пример у епизоди Модрин бесмртни).
У епизоди Ванвременска деца је објашњено да су Господари времена добили своју способност регенерације од непознате особе по имену Ванвременско дете коју је пронашао истраживач по имену Тектеун. Дете има недефинисану количину регенерација. Тектеун спаја способност регенерације из Ванвременског детета у свим Господарима времена. Откривено је да је Ванвременско дете Доктор, и да њених тринаест живота (до тачке ове епизоде) нису једини и да је живела непознат број претходних живота.

### Прелази
„Ефекат“ регенерације постигнут је током првобитног приказивања серије од 1963. до 1989. првенствено коришћењем видео миксовања. Првобитно, план је био да се Хартнел сруши на крају епизоде Десета планета (4. део) са својим огртачем преко лица који би затим био повучен да би открио Траутона у следећој епизоди. Међутим, видео миксерка Ширли Кауард открила је и искористила квар на миксерском столу који је омогућио да Хартнелова слика буде преекспонирана до тачке скоро да избледи екран, а затим се врати како би открила Траутоново лице. То је такође значило да би се призор регенерације могео да се одигра са оба глумца на крају епизоде па је Траутон сходно томе био пријављен за учешће.
Наредне регенерације су задржале у суштини исти метод, са или без додатних видео ефеката или шминке. Прелазак са Четвртог на Петог Доктора користио је додатни ефекат шминке који представља прелазни облик познат као "Чувар", али осим овога, друге регенерације у изворној серији су једноставно мешале слику долазећег глумца преко одлазећег. Прелазак са Седмог на Осмог Доктора у телевизијском филму из 1996. искористио је већи буџет и савремену технологију рачунарске анимације да „преобрази“ особине Силвестера Мекоја у оне Пола Мекгана.
Са изузетком прелаза из друге у трећу, свака регенерација је приказана на екрану, при чему је претходни носилац улоге симболично "предао" лик следећем. Никада није виђено да се Други Доктор заправо претвара у Трећег него једноставно нестаје у мраку на крају епизоде Ратне игре (10. део), а затим се истетурао из ТАРДИС-а, већ регенерисано, на почетку епизоде Врх копља из свемира (1. део) (1970).
Регенерација Шестог Доктора у Седмог је једини пут да је један глумац преузео улоге две инкарнације Доктора. Колин Бејкер је одбио позив да сними секвенцу регенерације на почетку епизоде Време и Рани (1. део) (1987) због околности у којима му је ББЦ дао отказ. Због тога је Силвестер Мекој морао да обуче костим свог претходника и стави плаву коврџаву перику, лежећи лицем надоле, са ефектом мешања Докторових „нових“ црта који се јављао када је био преврнут.
Серија из 2005. године, која је поново оживела програм након његовог укидања 16 година раније, почела је тако што је Девети Доктор већ регенерисан и није дато објашњење о околностима иза промене (иако је призор у дебитантској епизоди Роуз када је Доктор коментарисао своје појављивање у огледалу указивало је на то да је промена недавно наступила). У документарној серији Доктор Ху: Поверљиво, продуцент Расел Т. Дејвис је објаснио своје резоновање да би, након тако дуге паузе, регенерација у првој епизоди била не само збуњујућа за нове гледаоце, већ и без драматичног утицаја јер не би било осећајно улагање у лик који се замењује. Регенерација у Деветог Доктора је касније виђена и објашњена у специјалу Дан Доктора (2013). У овој епизоди, Ратни Доктор аутоматски започиње регенерацију због старости на крају Последњег Великог Временског Рата. Међутим, потпуни прелаз није приказан до краја јер је Кристофер Еклстон одлучио да не тумачи поново улогу Деветог Доктора у овој епизоди.
Регенерација Деветог Доктора у Десетог на крају епизоде Растанак (2005) користила је рачунарске ефекте да би Кристофера Еклстона претворила у Дејвида Тенанта. У епизоди серије Доктор Ху: Поверљиво која прати епизоду Утопија (2007), где се исти ефекат користи за регенерацију Господара, наводи се да је продуцентска екипа одлучила да ће то бити заједнички ефекат за све будуће регенерације Господаре времена уместо да се свака регенерација осмишљава јединствено по хиру појединачног редитеља. Овај стил прелаза је поново виђен у епизодама Украдена Земља (1. део) и Крај путовања (2. део) (2008) када Доктор пролази кроз прекинуту регенерацију и када је његова рука изнедрила двојника у другом делу. у епизоди Крај времена (2. део) (2010) током којег је Мет Смит преузео улогу Једанаестог Доктора. у епизоди епизоди Немогући космонаут када је Доктор два пута упуцан и наизглед убијен, у епизоди Дан Месеца када се Ривер Сонг регенерисала и у епизоди Хајде да убијемо Хитлера када је Мелс (Нина Таусејнт-Вајт) упуцана па се регенерисала у Ривер Сонг (Алекс Кингстон). У епизодама Време Доктора и Дан Доктора накнадно користите ефекат за приказивање регенерације Осмог Доктора и Ратног Доктора. Регенерација Осмог Доктора у Ратног користи стабилне снопове светлости за разлику од ефекта пламена који су коришћени за друге регенерације оживљене серије. У епизоди Лаж земље, 10. серијала Дванаести Доктор лажира регенерацију као део плана да испита да ли Бил још увек има слободну вољу. Коришћени ефекат је у складу са оним који је коришћен у савременој серији када су Докторове руке светлеле и емитовале енергију регенерације пре него што је ушао у пуну регенерацију. Међутим, како регенерација није била стварна, није се потрошила и Доктор није мењао тела.
Регенерација од Једанаестог Доктора у Дванаестог мало се разликује од осталих регенерација из оживљене серије. Током епизоде Време Доктора, Једанаести Доктор открива да је искористио све своје регенерације и да је у ствари у свом тринаестом и последњем телу што је довело до његовог остарелог изгледа током догађаја у епизоди. На крају су му Господари времена дали нови циклус регенерације па је започео своју тринаесту регенерацију на експлозиван начин који је постао обичај (толико експлозиван да је уништио најезду снага Далека па и њихов брод и село Божић у току тога). Међутим, како је ова регенерација била прва у новом циклусу, она је у почетку само „ресетовала“ његово садашње тело у његов младалачки изглед (Доктор је то назвао циклусом „упадања“), а коначан прелазак у Дванаестог Доктора десио се уз бљесак и глумац се изненада трзнуо назад и чиме је откривен нови Доктор.
У божићном специјалу из 2017. Било двапут, Дванаести Доктор завршава своју регенерацију у Тринаестог Доктора. Ефекат који је коришћен био је више сличан регенерацији Десетог Доктора у Једанаестог уз експлозивно енергетско пражњење које се ослобађа из Доктора и сталним токовима енергије регенерације који су емитовани из његових руку и главе пре него што су његове црте лица претворене у Витакерине.
У специјалу из 2022. године Моћ Доктора, Тринаести Доктор завршава своју регенерацију у Четрнаестог Доктора.

## Карактеристике унутар серије

### Веза са ТАРДИС-ом
Спомиње се да ТАРДИС помаже Доктору током регенеративног поступка као што указује изјава Другог Доктора у том смислу убрзо након регенерације из Првог. Ово је поновљено наваљивањем Џека Харкнеса да се Доктор одведе у ТАРДИС пошто је нападнут у епизоди Украдена Земља (1. део). Постоји шест прилика у којима се Доктор регенерисао ван ТАРДИС-а: једну су му наметнули Господари времена (Ратне игре), у једној му је други Господар времена помогао у поступку (Планета паука (6. део)), једна је довела до тога да је отишао у ТАРДИС-ову 'Нулту собу' да се излечи, комору запечаћену од свих спољних сила (Логополис и Кастровалва), у једној је поступак успорен због анестетика у Докторовом организму (телевизијски филм из 1996.), једну је изазвало сестринство из Карна након оживљавања Доктора из стварне смрти (Ноћ Доктора) и у једној је Доктор то добровољно учинио да би био сведок изласка сунца (Моћ Доктора).
Регенерација приказана у филму из 1996. остаје једина која се одвија знатно далеко од ТАРДИС-а, без икакве очигледне интеракције са другим Господарима времена. То је довело до тога да Доктор пати од скоро потпуног губитка памћења неколико сати док догађај унутар ТАРДИС-а није покренуо повратак његових сећања. Једанаести Доктор је наизглед убијен током регенерације, показујући да је рањив на смрт док се регенерише и као такав његова потреба за ТАРДИС-ом може бити за сигурност, а не за помоћ, иако је касније откривено да је у ствари робот Теселекта био нападнут, а не Доктор. Једанаести Доктор почиње да се регенерише изван ТАРДИС-а, иако завршава поступак унутар њега. У случају Дванаестог Доктора, он накратко започиње своју регенерацију пошто га је ласером погодио Мондасијански Киберчовек далеко од ТАРДИС-а, али ју је задржао. Када је његова права регенерација почела, он је изашао из ТАРДИС-а док се борио да је задржи. Када се Дванаести Доктор коначно регенерисао, нашао се у ТАРДИС-у. Док је Доктор размишљао о својој регенерацији, изгледало је да ТАРДИС износи своје мишљење о том питању тако што је упалио светла према Доктору, изазивајући његов одговор.
У епизоди Божићна најезда (2005.) је наведено да регенеративни циклус генерише велику количину енергије која прожима тело Господара времена, а такође је показано да му резидуални ефекти регенерације омогућавају да поново израсте шаку у раним фазама регенерације. Сходно томе, у епизоди Хајде да убијемо Хитлера, Ривер Сонг је била у стању да одбије метке након регенерације. Касније је била у стању да пошаље талас енергије убрзо након своје регенерације, иако би овај конкретан подвиг могао бити једна од способности стечених током тог времена.
У епизоди Крај путовања (2. део) (2008), повређени Десети Доктор успева да спречи потпуну регенерацију каналишући "вишак регенеративне енергије" у своју одсечену руку, омогућавајући му да зацели без промене облика. Уд се на крају развио у полуљудског двојника када га је Дона Нобл додирнула. Тај догађај, „двосмерна“ „Метакриза Господара људског времена“, такође је дала Дони ум Господара времена.
Господар времена може приказати повећану снагу у раним фазама регенерације. Карате ломљење цигле на пола Четвртог Доктора у епизоди Робот (1. део), али није успео да понови поступак касније. Неколико тренутака након регенерације у своју осму инкарнацију, Доктор је потпуно развалио челична врата са шарки. У епизоди Било двапут, умирање Првог Доктора од старости га је раније учинило „слабим као маче“, али му је надолазећа регенерација привремено дала обновљену снагу и виталност (као што му је објаснио Дванаести).
У епизоди Крај времена (2. део) (2009–10), када се Десети Доктор регенерисао у Једанаестог, ослобађање енергије оштетило је структуру ТАРДИС-а до те мере да се срушио у врту Ејми Понд. Касније, када је Једанаести Доктор започео своју регенерацију у Дванаестог у епизоди Време Доктора, он је био у стању да контролише своју регенерациону енергију и пошаље енергетске експлозије које су уништиле Далеке и озбиљно оштетиле град у коме се регенерација одиграла.
Регенерација Дванаестог Доктора у Тринаестог у почетку је узроковало мања оштећења у просторији за конзолу, али се пуни обим испољио када је поело да пуца пошто је Доктор покушала да управља.
Регенерација Тринаестог Доктора одвијала се изван ТАРДИС-а приликом чега је показано да је ток енергије већи од неких претходних регенерација, али није оштетио ТАРДИС. Током ове регенерације је такође промењена Докторова одећу јер се пресвукао у одело и капут Четрнаестог.

### Промена личности
Са регенерацијом долази и промена личности. Гледаоци то најчешће и најдраматичније виде у различитим хировима и особинама личности разних Докторових инкарнација. Докторове основне особине личности као што су храброст, јунаштво, интелигенција и нетрпељивост према неправди су и даље задржане, али у епизоди Крај времена (2. део) Десети Доктор жали да нестанак његове тренутне инкарнације, са сопственом личношћу и атрибутима, чини нешто много слично стварној смрти. Његове последње речи пре регенерације биле су „Не желим да идем“.
Убрзо након поступка регенерације, Доктор понекад пролази кроз раздобље физичке и психичке неуравнотежености. Четврти Доктор је то описао као „ново тело је као нова кућа – потребно је мало времена да се у њу смести“. Други Доктор доживљава обогаћујући бол након своје прве регенерације (у епизоди Моћ Далека (1. део)), док се Трећи Доктор срушио изван ТАРДИС-а након своје регенерације (у епизоди Копље из свемира (1. део)). Четврти Доктор је почео да брка насумичне фразе и имао је већу снагу од уобичајене - могао је да преполови циглу само својом руком (епизода Робот (1. део)). Пети Доктор (епизода Кастровалва (1. део)) почиње да се враћа својим претходним личностима, а Шести Доктор доживљава крајњу параноју, пада у убилачки бес и замало убија своју сапутницу (епизода Недоумица близанаца (1. део), 1984). Осми Доктор је доживео губитак памћења као исход трауме након регенерације (телевизијски филм из 1996.). Јединствено, Доктор "није био жив" у време ове регенерације. У регенерацији из Деветог у Десетог Доктора Доктор доживљава изненадне грчеве и велики бол (Специјал за децу), а касније остаје без свести већи део наредних петнаест сати (епизода Божићна најезда). Регенерација Десетог у Једанаестог Доктора изазвала је да Доктор искуси чудну жудњу за храном, а онда му се она гадила када ју је заиста пробао (епизода Једанаести час). Дванаести Доктор је заборавио како да лети ТАРДИС-ом (као и име ТАРДИС-а) одмах након поступка регенерације у епизоди Време Доктора. У епизоди Мозак Морбијуса имплицирано је да Господари Времена осим Доктора могу доживети тешке регенерације пошто их је Сестринство из Карна снабдевало „еликсиром живота “ који би могао да помогне том поступку. У мини-епизоди Ноћ Доктора, сестринство говори Осмом Доктору да могу да обезбеде еликсире који ће довести до ненасумичних регенерација чиме су дозволиле Доктору да одреди или физички тип или личност.
Господар је показао драматичну промену личности након регенерације у Господарицу. У том облику, она не жели ништа друго него да обнови везу са Доктором, чак га је у једном тренутку назвала и својим „дечком“. (епизоде Удахни дубоко и Смрт у рају). Када га је поново срела, Господарица се претварала да је андроид и страствено га је пољубила. (епизода Тамна вода) Упркос томе што је још увек била манична и психопата, касније је показала спремност да се промени, проводећи векове у докторском притвору и показујући своју посвећеност. Касније се осећала растрганом између Доктора који је представљао њено покајање и своје прошле инкарнације која је представљала повратак њеним старим путевима. На крају је изабрала Доктора због чега ју је њена прошла инкарнација убила са гађењем. Заузврат, иако је Господарица изразила љубав према ономе што је била у својој прошлој инкарнацији, она је натерала његову сопствену регенерацију у њу како би осигурала да ће постати особа каква је сада (Докторов пад) .

### Обим физичке промене
Доктор се увек регенерисао у хуманоидни облик. Међутим, објашњавајући Роуз поступак регенерације на крају епизоде Растанак, Девети Доктор указује да би његов нови облик могао да има „две главе“, или чак „нема главу“, а у специјалу за децу из 2005. године, који се одиграва одмах након те епизоде, новорегенерисани Десети Доктор, док прегледа своје ново тело, ставља сврху да провери да ли има две руке, две ноге и две шаке, што указује да регенерације понекад могу довести до физички деформисаних или нељудских облика. Слично се десило када је Једанаести Доктор након регенерације показао олакшање што још увек има ноге и наставља да проверава да ли још увек има прсте и људске црте лица. Чини се да се ова забринутост шири и на унутрашње органе - Дванаести Доктор примећује, након регенерације, да има нове бубреге (иако му се боја баш и не свиђа). Није јасно да ли су ови тренуци замишљени као шала. На почетку епизоде Судбина Далека (1. део) (1979) Романа је испробавала бројне могуће облике, од којих су две биле плавопути пигмеј и див.
О томе да ли Господари времена могу да промене пол у регенерацији никада се није говорило на екрану током класичне серије и није се јасно усредсређивало на већи део оживљавања. У епизоди Рука страха (1. део) (1976), Кастријан Елдрад је упоредио своје преображење из жене у мушкарца са регенерацијом Господара времена, вероватно указујући да би поступак могао да произведе промену пола. Концепт Господара времена који мења пол након регенерације био је засејан током Мофатовог мандата као директора серије. У епизоди Крај времена (2. део) (2010), Једанаести Доктор (Мет Смит) накратко проверава да ли има Адамову јабучицу након регенерације да би потврдио да ли је још увек мушкарац. У епизоди из 2011. Докторова жена, Доктор се присећа познаника Господара времена познатог као Корсар који је имао најмање две женске инкарнације. У мини-епизоди Ноћ Доктора из 2013. године, Сестринство из Карна нуди умирућем Осмом Доктору (Пол Мекган) контролу над његовом неизбежном регенерацијом при чему се „мушкарац или жена“ помиње као могућност. Прва међуполна регенерација на екрану приказана је у епизоди из 2015. Ђавоље решење у којој се бели мушкарац галифрејански генерал (Кен Боунс) регенерисао у црнкињу (Т'Ниа Милер), која наводи да је претходна инкарнација била једини пут када је била мушкарац.
Први Господар времена који се појавио у телевизијској серији и у мушком и у женском облику био је Докторов непријатељ Господар којег је од 2014. до 2017. глумила шкотска глумица Мишел Гомез. Овај лик је био познат као Господарица. У епизоди Док је света и века (1. део) (2017), Доктор каже својој сапутници Бил Потс у вези са Господарицом да су Господари времена углавном изван родних норми и стереотипа. Међутим, Бил истиче да се мужјаци и женке ове врсте колективно односе на себе мушким звањем. Од епизоде Било двапут па надаље, Џоди Витакер глуми Тринаестог Доктора, прву Докторову женску инкарнацију.
Жене докторке су раније биле истражене у огранак-продукцијама. Џоана Ламли се појавила као сатирична варијанта Тринаестог Доктора у комичном специјалу из 1999. Проклетство кобне смрти. Арабела Вир је такође играла алтернативног Трећег Доктора у епизоди "Доктор Ху: Безгранично" Изгнанство продукције "Big Finish". Ниједан приказ се обично не сматра у оквиру главног континуитета серије. Огранци су такође приказали драстичније регенерације него ТВ серије. На пример, у аудио причи Кружно време продукције "Big Finish", Господар времена познат као Кардинал Зеро регенерисао се у птичји облик живота након што је отрован.

### Контрола над регенерацијом
Докторове регенерације су увек невољне и немају контролу над коначним изгледом. У епизоди Растанак (2005), Девети Доктор описује поступак као „мало непредвидљив“ — тј. донекле опасан или неизвестан — а Десети Доктор регенерацију назива „лутријом“ (епизода Дан Доктора 2013). На пример, упркос жељи да се регенерише у риђег, ни Десети ни Једанаести Доктор то нису постигли. Изузетак је регенерација Осмог Доктора у Ратног Доктора у мини епизоди Ноћ Доктора пошто је Доктор могао да конзумира напитак који је направило Сестринство из Карна који је осигурао да његово следеће тело буде ратник способан да се бори у последњем Великом Временском рату, иако није прецизирао физички изглед. Други Доктор је такође добио прилику да изабере свој изглед након присилне регенерације од стране Господара времена у епизоди Ратне игре (10. део) (1969), али је одбио могућности које су му биле пружене. Господари времена су се уморили од његовог одуговлачења и послали су га да се регенерише у Трећег Доктора као очигледно случајан резултат. Алтернативно, два пута је показано да Десети Доктор врши контролу над регенерацијом, што је Једанаести Доктор приписао „да је имао проблема са таштином у то време“. У епизоди Крај путовања (2. део) (2008), пошто га је упуцао Далек, покренуо је регенерацију, Десети Доктор је користио енергију регенерације да залечи своје ране, а затим је преосталу енергију усмерио у своју одсечену руку да задржи свој садашњи изглед. Када се коначно регенерисао у Једанаестог Доктора, свесно је спречио себе да се регенерише да би продужио време своје тренутне инкарнације на неколико сати. Ово је изазвало експлозивнију регенерацију која је скоро уништила ТАРДИС.
Насупрот томе, епизода Судбина Далека (1. део) (1979) приказује Роману која пролази кроз добровољну регенерацију у којој се претвара у различите појаве пре него што се населила на личност принцезе Астре, особе коју је срела у претходној пустоловини (Чинилац Армагедона) . Многи писци огранак медија покушали су да рационализују разлику између Докторове и Романине регенерације. Бивши уредник сценарија Ерик Савард указује у роману Недоумица близанаца да Господари времена могу да контролишу изглед свог следећег тела ако је регенерација добровољна, али не и ако је регенерација узрокована смрћу или повредом. Игрица Доктор Ху FASA-а указује да Господари времена имају посебну способност да контролишу своје регенерације. Књига за обожаваоце Водич континуитета указује да су Романине различите „пробе“ биле пројекције могућих будућих инкарнација попут ситуације К'анпо Ринпоче/Чо Џе у епизоди Планета паука. Књига О времену Мајлса и Вуда такође помиње ово док се теоретисало да су Господари времена побољшали технологију регенерације од епизоде Време Доктора. Романа, будући да је каснија генерација од Доктора, би стога имала бољу контролу над поступком регенерације у његовим раним фазама.
Други тренуци у серији указују да други Господари времена имају већу контролу над својом регенерацијом од оне коју обично показује Доктор, слично Романи. Пре регенерације у епизоди Утопија (1. део) (2007), Господар изражава жељу да буде „млад и снажан“ попут Доктора и у складу с тим се преобразио. Након тога, у епизоди Последњи Господар времена (3. део), Луси Саксон упуцава Господара и он је у стању да спречи регенерацију по својој вољи, упркос докторовим молбама. У епизоди Хајде да убијемо Хитлера, када се Мелс регенерисала у Ривер Сонг, она помиње да покушава да се концентрише на одређену величину хаљине. У епизоди Кошмар у сребрном (2013), Једанаести Доктор указује да може добровољно да покрене регенерацију, користећи предлог да запрети кибер-планеру који напада његово тело и ум. У епизоди Девојка која је умрла (2015), Дванаести Доктор нагађа да је намерно, ако не и подсвесно, изабрао облик Сесилија (епизода Ватре Помпеја) како би се подсетио да је он човек који увек спашава људе, чак и ако је само један. У епизоди Докторов пад (2017), Доктора су ранили Киберљуди и почео је да се регенерише, али је успео да заустави поступак.
У специјалу Било двапут (2017), Дванаести Доктор открива да постоји временско раздобље, оно што он назива „стањем милости“, када се тренутна инкарнација Господара времена која се регенерише враћа у пуно здравље на неко време ако се инкарнација опире регенерацији. (Ово је раније виђено када су ране Десетог Доктора зарасле на почетку регенеративног поступка у епизоди Крај времена (2. део) и када се остарели Једанаести Доктор накратко вратио у младалачки облик у епизоди Време Доктора.) Током овог времена, инкарнација мора изабрати да ли да се регенерише или не. Када се раздобље заврши, ако Господар времена одлучи да се не регенерише, они ће трајно умрети. Штавише, како време пролази током овог „стања милости“, Господар времена постаје све слабији како се раздобље ближи крају. Први, Десети и Дванаести доктор су користили ово временско раздобље, иако је у случају Десетог Доктора било потребно да посети све своје бивше сапутнике последњи пут пре регенерације, а не из неког облика неизвесности. Док је био у свом „милосном стању“, лице Првог Доктора се „помешало“ због отпора на регенерацију, а то дејство није виђено у његовим каснијим инкарнацијама које су користиле то раздобље.

### Препознавање регенерисаних
Телевизијска серија је недоследна по питању да ли Господари времена могу да препознају једни друге кроз регенерације. На пример, у епизоди Смртоносни убица стари докторов друг из разреда Рансибл споро препознаје Доктора у његовој четвртој инкарнацији, а када га је препознао, требало му је неко време да схвати да се његов изглед променио. Међутим, у епизоди Чинилац Армагедона (1978), Дракс, још један стари друг из разреда, одмах препознаје Четвртог иако се нису видели од академије (иако је Доктору било потребно неко време да се сети Дракса).
Такође постоји недоследност у погледу тога да ли Доктор може да препозна своје будуће инкарнације. У изворној серији обично немају потешкоћа да се препознају. У епизоди Три Доктора (1. део), Први, Други и Трећи Доктори се познају на први поглед. Међутим, у епизоди Пет Доктора, Први не препознаје Петог као себе и требало га је представити. У мини-епизоди Временски судар, након што је ТАРДИС у различитим тачкама своје временске линије спојен због оборених штитова, Пети Доктор проводи већи део мини-епизоде верујући да је Десети био само обожавалац који је некако ушао у ТАРДИС, на неки начин променивши 'тема радне површине'. Десети је стално покушавао да убеди свог млађег будућег себе да је он само користећи парадокс предодређења да поништи црну рупу која уништава свемир суперновом. Када су се Десети и Једанаести Доктор срели у епизоди Дан Доктора, чини се да Десети скептично препознаје свог наследника, али изгледа да је био потпуно уверен тек пошто су обојица уперили своје звучне шрафцигере. Ратни Доктор, с друге стране, у почетку не зна да се сусреће са својим будућим инкарнацијама и погрешно их сматра сапутницима. Када је Први Доктор срео Дванаестог, Први види себе у будућности као другог Господара Времена који је дошао да преузме ТАРДИС и захтева убеђивање у супротном. Епизода Дан Доктора даје објашњење зашто се доктори никада у потпуности не сећају својих међусобних сусрета: када су заједно, њихове појединачне временске линије су „неусклађене“, тако да не могу да задрже сећања о својим другим инкарнацијама.
Способност Далека да препознају Доктора такође варира: они га непосредно препознају у епизоди Моћ Далека, али им је потребна потврда из других извора у епизодама Откровење Далека, Судњи дан (2. део) и Пилот. У епизоди Уточиште Далека, знање Далека о Доктору је повезано са психичком везом међу њима која се зове мрежа путева која је хакована да би га натерали да га забораве. Киберљуди имају сопствену методу препознавања Доктора обично кроз његове прошле инкарнације, као што је виђено у епизодама Земљотрес и Следећи Доктор.
У епизоди Утопија (1. део), док је Господар био испод камелеонског лука, Доктор није могао да осети да је Господар времена. Након што се Учитељева личност поново потврдила, Доктор га је одмах осетио и могао је рећи који је Господар времена, а да му није речено. У епизоди Звук бубњева (2. део), Доктор је рекао да Господари времена могу препознати нове инкарнације на видику када лове Господара. Због Учитељеве Арханђелове мреже, Докторова способност да осети другог Господара Времена је до те тачке била блокирана. Током епизоди Крај времена, Учитељ и Доктор су могли да осете присуство један другог када су били у близини при чему се чинило да обојица хватају мирисе један другог. Међутим, Доктор наводи да ова способност има ограничен домет. У епизоди Тамна вода, Доктор није успео да препозна да је Господарица регенерација Господара и можда уопште није могао да каже да је она Господарица времена док му није открила свој идентитет. У епизоди Док је света и века (1. део), прерушени Учитељ је сазнао да је Господарица његово биће у будућности, али то је било због закључивања на основу њених манира, а не због било какве посебне способности. Заузврат, Господарица није схватила да је прерушени Господар био још један Господар времена, а камоли она прошлост док се није открио. У епизоди Спајфал (1. део), Тринаести Доктор није препознала Господара док он није открије свој идентитет.

### Највећи могући број регенерације у циклусу
У епизоди Смртоносни убица (1976), установљено је да Господар времена може да се регенерише само дванаест пута, за укупно тринаест инкарнација. Ова изјава се касније поновила у епизоди Модрин бесмртни (1983), ТВ филму из 1996. и епизоди Време Доктора (2013). Овај аспект се уградио у јавну свест упркос томе што се није често понављао, а продуценти су га препознали као препреку заплету када је Доктор морао да се регенерише по тринаести пут. У ББЦ-овом 4. серијалу, сценариста Расел Т. Дејвис је предложио да пошто се верује да су Господари времена мртви и да су њихова правила уништена, Доктор би могао да се регенерише на неодређено време. У епизоди Смрт доктора (серија Пустоловине Саре Џејн из 2010.), Једанаести Доктор каже да може да се регенерише 507 пута. Међутим, сценариста Расел Т. Дејвис је у изјави за СФКС објаснио да ова реченица није била смишљена да се схвати озбиљно и наваљивао је на томе да је правило „тринаест живота“ превише дубоко укорењено у свести гледалаца да би његова одбачена реченица на њега утицала.
Међутим, серија је приказала изузетке од овог правила. Када се Господар нашао на крају свог регенеративног циклуса у епизоди Чувар Тракена (1981), он преузима тело друге особе да би наставио да живи, иако је користио Извор Тракена да повеже свој ум са телом. У епизоди Пет Доктора (1983), Господару је понуђен нови циклус регенерација од стране Високог савета Господара времена у замену за његову помоћ. У телевизијском филму из 1996. године, Господар се привремено насељава у људско тело и покушава да узме Докторове преостале регенерације. У епизоди Звук бубњева (2. део) (2007), откриено је да је Господар добио ново тело од стране Господара времена током Временског рата. У овом новом телу, изгледа да Господар има нови циклус регенерације. Господар се регенерисао у епизодама Утопија (1. део) (2007) и Докторов пад (2017), а дијалог у последњој епизоди који указује да има бар још једну регенерацију.
Број претходних инкарнација Доктора у почетку је био нејасан унутар серије. У причи о четвртом доктору Мозак Морбијуса (1976), Доктор учествује у менталном 'двобоју' са другим Господаром времена и строј са којим су њихови умови повезани почиње да пројектује лица регенерације такмичара који је "губио" у хронолошком опадајућем реду. Како је Доктора надвладао Морбијус, слике се сукцесивно мењају у оне трећег, другог и првог доктора, а затим се појављује још осам лица. Продуцент Филип Хинчлајф и уредник сценарија Роберт Холмс су намерили да слике буду раније инкарнације Доктора. Међутим, приповедање не потврђује јасно да лица представљају инкарнације Доктора. У каснијим епизодама, чврсто је утврђено да је инкарнација доктора Вилијама Хартнела била прва. У епизоди Три Доктора, Временски господар председавајући описује Хартнелову инкарнацију као „најранијег доктора“. Ово је зацементирано у епизоди Пет доктора када Пети Доктор Питера Дејвисона (представљајући се Првом Доктору) каже да је он четврта регенерација, што значи да га је било пет. Први Доктор такође себе назива „изворним“. Епизоде оживљене серије које приказују животе Доктора - Следећи Доктор, Једанаести час, Дан Доктора и Супрузи Ривер Сонг — све почињу првим доктором. У епизоди Било двапут, ова инкарнација је приказана као заиста прва, а Први изражава страх од своје прве регенерације у целој причи.
У епизоди Подстанар, након пошто је Једанаести Доктор рекао Крегу ко је он, он показује на његово лице и каже: "Једанаести". Међутим, у епизоди Име Доктора, када Доктор спасава Клару из свог временског тока, обоје виде још једну фигуру коју Клара не препознаје. Доктор затим открива да је ово прошла инкарнација коју је сматрао недостојном имена „Доктор” због зверстава које је починио током Временског рата и прихватио га је тек пошто је сазнао истину о томе како се рат завршио (епизода Дан Доктора). На крају, у епизоди Време Доктора Једанаести Доктор открива да је, рачунајући Ратног доктора и прекинуту регенерацију Десетог, он заправо у својој последњој инкарнацији, достижући тачку у којој умире од старости након векова сукоба са Далецима и другима на планети Трензалоре. Међутим, по Кларином налогу, Господари времена дају Доктору нови циклус регенерације, омогућавајући тринаесту регенерацију у инкарнацију познату као Дванаести Доктор. Дванаести Доктор је касније био у стању да се регенерише у женску инкарнацију познату као Тринаести Доктор пошто је претрпео кобне повреде током битке.
У епизоди Време Доктора, Једанаести Доктор описује своју нову способност регенерације као почетак новог „циклуса“, указујући да је враћен на уобичајених дванаест регенерација. Међутим, у епизоди Убити Месец, Дванаести Доктор каже да „није сасвим сигуран да се [он] неће заувек регенерисати“, још једном постављајући питање у вези са било каквим ограничењима ове способности. У епизоди Ђавоље решење, Расилон пита Доктора "Колико регенерација смо ти дали?", а током епизоде Докторов пад, две инкарнације Господара изражавају несигурност око тога колико ће им времена требати да убију Доктора, што даље указује да Доктор има коначан број регенерација иако је тачан износ остао неодређен.
У епизоди Ванвременска деца откривено је да је Доктор ванвременско дете, биће које је било пре Господара времена и које може да се регенерише непознат број пута.

### Привремене могуће будуће инкарнације
У неким случајевима, будуће могуће инкарнације могу постићи независно, иако привремено, постојање. У епизоди Планета паука, Господар времена К'анпо Ринпоче ствара телесну пројекцију будуће инкарнације која постоји под именом Чо Џе док се није регенерисао у ту инкарнацију. Долина, „амалгамација тамнијих страна [Докторове] природе, негде између [његове] дванаесте и последње инкарнације“, појављује се у 23. сезони (1986 ) насупрот Шестом Доктору. Долини је обећан остатак Докторове регенерације. Други пример је „Чувар“ који се више пута појављивао у серијалу Четвртог Доктора Логополис (1981) и на крају се спојио са њим као део његове регенерације у његову пету инкарнацију.
Способност Господара времена да мењају врсте током регенерације се у телевизијском филму помиње од стране Осмог Доктора у односу на Господара. Мавик Чен наводи да је сличност Првог Доктора са створењем са Земље „само маска“ у серијалу Велики план далека (1965). У серијалу Судбина Далека (1979), сапутница Временске даме Четвртог доктора Романа показује очигледну способност да „испроба“ различита тела из више различитих врста током своје регенерације пре него што се настанила на коначном, хуманоидном облику који физички подсећа на принцезу Астру од Атриоса.
Стивен Мофат је рекао да ће се спомињати претходна појављивања Питера Капалдија у Хуниверзуму током његовог мандата као Дванаестог Доктора: „Лице није постављено од рођења. Није да ће он увек бити једног дана Питер Капалди. Знамо да је то случај јер у серијалу Ратне игре он имао избор лица. Дакле, знамо да није подешено, па одакле му та лица? Не могу се само насумично генерисати јер имају црте. Они су стари. Када се претвори у Питера, имаће боре на лицу. Па одакле је дошло то лице?" У епизоди Удахни дубоко (2014), Доктор и неколико других ликова нагађају о томе одакле је дошло његово ново лице, с обзиром на то да има црте од мрштења. Доктор наглас сматра да је то лице које однекуд препознаје, али због пострегенеративне трауме не може да га смести. У епизоди Девојка која је умрла (2015) закључује да је подсвесно одабрао лице као подсећање на своју одлуку да спасе живот Сесилију (кога је такође играо Капалди) у епизоди Ватре помпеја (2008) и да подсети него да тиме спасава људе чак и са могућим историјским последицама.

### Регенерације Вангалифрејанаца
Чињеница да Господар насељава вангалифрејанско тело када му се нуди нови циклус регенерација указује да их је могуће дати вангалифрејанцима, иако настањеним умом Господара времена. Поред тога, показало се да Ривер Сонг има способност регенерације због измењене ДНК која има сличности са ДНК Господара времена, што је нуспојава зачета на ТАРДИС-у док је путовао кроз просторно-временски вртлог. Такође је приказано да се и вангалифрејанци регенеришу у епизодама Подземље (1978) и Модрин бесмртни (1983), али са нежељеним споредним ефектима. У епизоди Модрин бесмртни, изгледа да је то исход погрешног руковања украденом технологијом, али у серијалу Подземље се подразумева да су неизбежни исход ограничене технологије која оживљава, а не трансформише, изглед субјекта (у овом случају, Минијаца, са којима су Господари времена поделили велики део своје технологије), чиме су регенерисали „тело, а не душу“.

### Неуспела и лажна регенерација
У серији је много пута указивано да регенерација није зајемчена и да може пропасти. Када су његову ћелијску грађу десетковали Метабелис кристали у епизоди Планета паука, регенерација Трећег Доктора захтевала је "мали притисак" од колеге Господара времена К'анпа Римпочеа пре него што је могла да се настави. Када је подлегао тровању спектокса у епизоди Пећине Андрозанија (4. део), Пети Доктор каже: „Могао бих да се регенеришем... Не знам... Овај пут се осећам другачије. Затим халуцинира, видевши своје бивше сапутнике како га охрабрују да преживи, пре него што их је Господар савладао све, говорећи му да мора да умре (Доктор је ипак успео да се регенерише). ТВ филм из 1996. је приказао Докторову регенерацију одложену више од три сата, а Осми Доктор је касније приметио да је чињеница да је његова седма инкарнација била под анестезијом у време његове „смрти“ могла „уништити поступак регенерације“ и да је он био "предуго мртав овај пут" пре своје регенерације. У многим епизодама Доктор сумња у сопствени опстанак, мада није увек јасно да ли се такве изјаве односе на смрт само те одређене инкарнације. (Једини пут када прави потпуно недвосмислену разлику између ова два сценарија – у епизоди Крај времена – он јасно даје до знања да регенерацију сматра једнако лошом као и смрт, јер како он то види, он умире и „нови човек“ одлази). У епизоди Ум зла Господар упире конвенционално ватрено оружје у Доктора и прети да ће му „пробити метак у оба [његова] срца“, док у епизоди Шума мртвих (2. део), професор Сонг упозорава да би струјни удар зауставио оба срца Господара времена и убио га. У епизоди Скрени лево, у којој Десети Доктор умире у паралелном свету (утопио се без своје будуће сапутнице Доне Нобл да би га подстрекао да оде), члан УНИТ-а нагађа да је Докторова смрт морала бити пребрза да би омогућила регенерацију . У епизоди Крај времена, Доктор објашњава Вилфреду Моту да ако буде убијен пре него што регенерација почне, онда неће успети.
У 2. епизоди 6. серијала Немогући космонаут, титуларни космонаут два пута упуцава будућу варијанту Једанаестог Доктора и почиње да се регенерише. Међутим, тада је поново упуцан и умро, показујући да не само да може бити убијен пре регенерације, већ и током поступка (Међутим, касније откриће, у епизоди Свадба Ривер Сонг да је оно што је упуцано у ствари био механички аватар доктора, а не стварне особе ово доводи у питање). У епизоди Хајде да убијемо Хитлера, Доктора је отровла Ривер Сонг што онемогућава способност регенерације и он наизглед умире, иако је касније оживљен када је Ривер одустала од својих преосталих регенерација да би га спасила. Епизода Време Доктора касније показује да Доктор ионако није имао преостале регенерације у овом тренутку.
У епизоди Девојка која је чекала, Доктор остаје у ТАРДИС-у док његов пратилац Рори тражи своју жену Ејми на туристичкој планети Апалапуцији због смртоносне куге по имену Чен-7 која убија две врсте као што су Апалапуци и Галифрејанци/Временски господари, „без регенерације“ у случају Доктора.
У мини-епизоди Ноћ Доктора, Осми Доктор је убијен када се брод на којем се налазио срушио на планету Карн, појачавајући замисао да изненадна, трауматска смрт може спречити регенерацију. Сестринство из Карна објашњава да је он, у ствари, мртав, али су успели да искористе своју технологију засновану на Господару времена да га оживе и свеједно присиле на регенерацију.
У епизоди Рај шаље, Дванаести Доктор је тешко опечен велом, спречавајући га да се правилно регенерише. Међутим, како се његов острвски затвор ресетовао пошто је изашао из собе, искористио је оно што му је преостало да скине своју прошлу верзију са хард диска телепортера која се такође ресетовала. Овај циклус враћања себе у живот спаљивањем свог садашњег тела као енергије за поступак наставио се отприлике 4,5 милијарди година, према епизоди Ђавоље решење.
У епизоди Живот земље, Дванаести Доктор глуми регенерацију пошто га је његова пратитељка Бил Потс упуцала пошто се претварао да је на страни монаха. Откривено је да су испаљени меци били ћорци, а цела ствар је била докторова провера да види да ли је Бил била под утицајем монаха.
У специјалу Моћ Доктора, Господар је успео да присили регенерацију Тринаестог Доктора где је она претворена у двојника самог Господара, истовремено преневши његов ум и свест у своје тело, али је за то било потребно много енергије и било је засновано на технологији коју је Господар украо са Галифреје пре него што је уништен. Личност Тринаестог Доктора је накнадно приказана како комуницира са пројекцијама неких својих претходних инкарнација на равни описаној као прелазно умно царство између живота и смрти (стање које је раније виђено у неким огранцима) које откривају да је присилна регенерација на овој лествици нестабилан. Докторови пратиоци су успели да пониште принудну регенерацију користећи Господареву опрему и врате Докторку у њено тринаесто тело и приморавајући Господара да се врати у своје првобитно тело.

### Пренос регенеративне енергије
У епизоди Модрин бесмртни, прво се наводи да Господар времена може пренети своју регенеративну животну суштину на друго биће. У тој причи, Пети Доктор је приморан од Модрина да одустане од својих будућих регенерација како би излечио Нису и Теган Јованку од његове болести. Иако до преноса није дошло (због благовременог мешања бригадира Летбриџ-Стјуарта), Доктор наводи да би последица преноса била да би жртвовао својих осам преосталих живота и престао да буде Господар времена. Тек у епизоди Хајде да убијемо Хитлера сличан пренос је приказан. У том случају, Ривер Сонг жртвује сопствену регенеративну моћ да би оживела мртвог Једанаестог Доктора. Услуга јој је узвраћена у епизоди Анђели освајају Менхетн у којем Доктор поправља Риверин зглоб који се потом одрекао дела своје регенеративне енергије упркос томе што је касније откривено да је Доктор у том тренутку остао без регенерације.
Главна тачка радње ТВ филма из 1996. укључује Господара који планира да украде Докторове преостале регенерације за себе.
Десети Доктор такође свесно прекида регенерацију у епизоди Крај путовања (2. део) и уместо тога преноси енергију на своју претходно одсечену руку (из епизоде Божићна најезда), коју је у контејнеру сачувао капетан Џек Харкнес. Када га је Дона Нобл додирнула, то ствара потпуно нову особу - "метакризног" полу-људског доктора. Једанаести Доктор потврђује, пре него што се регенерисао током догађаја у епизоди Време доктора, да је овај поступак потрошио пуну регенерацију.
У епизоди Вештица је позната, Дванаести Доктор нуди малу количину регенеративне енергије творцу Далека Давросу да га одржи у минутама умирања мало дуже. Доктор каже то „може да [га] кошта руку или ногу низ пут“. Даврос, међутим, извлачи много више енергије за регенерацију из Доктора да би се ревитализовао и преобразио Далеке на Скару у надмоћна хибридна створења. Његов план се изјаловио када су се распаднути Далеци — неспособни да умру и који су држани у подземном систему „канализације“ док им не истекну ефективни „животи“ – такође поново активирали и нападали Далеке на површини. Доктор открива да је очекивао такву заверу и знао је да ће се обити о главу.

## Регенерације приказане у серији

### Докторове регенерације
1. Први Доктор (Вилијам Хартнел): Ослабљен због кибернетичког исцрпљивања Земљине енергије у епизоди Десета планета (4. део) (1966).
2. Други Доктор (Патрик Траутон): Приморан на регенерацију од стране Господара времена као казне због кршења њиховог закона о неинтервенцији у епизоди Ратне игре (10. део) (1969).[а]
3. Трећи Доктор (Џон Пертви): Подлегао тровању зрачењем са планете Метeбелис III у епизоди Планета паука (4. део) (1974).
4. Четврти Доктор (Том Бејкер): Пао са телескопа пре него што се спојио са тајанственом фигуром по имену 'Чувар' у епизоди Логополис (4. део) (1981).
5. Пети Доктор (Питер Дејвисон): Подлегао тровању спектроксом задобијеном у епизоди Пећине Андрозанија (1. део) (1984).
6. Шести Доктор (Колин Бејкер): Повређен током Раниног напада на ТАРДИС у епизоди Време и Рани (1. део) (1987).[note 1]
7. Седми Доктор (Силвестер Мекој): Упуцан у Сан Франциску и убијен током операције због непознате анатомије. Хируршки анестетик је зауставио регенерацију у телевизијском филму из 1996. године.
8. Осми Доктор (Пол Мекган): Срушио се на планету Карн, а регенерацију је покренуо Еликсир живота Сестринства у мини-епизоди Ноћ Доктора (2013).
9. Ратни Доктор (Џон Херт): Подлегао старости убрзо након завршетка Временског рата у епизоди Дан Доктора (2013).
10. Девети Доктор (Кристофер Еклстон): Уипо енергију вртлога времена од Роуз Тајлер која је покренула распад ћелија у епизоди Растанак (2005).
11. Десети Доктор (Дејвид Тенант): Далек га ранио у епизоди Украдена земља (2. део) (2008). Ово је прекинуто усмеравањем енергије регенерације у његову одсечену руку како би задржао свој изглед у епизоди Крај путовања (2. део) (2008). Касније Подлегао Винвочијевом тровању зрачењем у епизоди Крај времена (2. део) (2010).
12. Једанаести Доктор (Мет Смит): Господари времена су му одобрили нови циклус регенерације на месту смрти од старости у епизоди Време Доктора (2013).
13. Дванаести Доктор (Питер Капалди): Мондазијански Киберљуди су га убили струјом у епизоди Докторов пад (2017). Накратко је зауставио поступак пре него што је прихватио регенерацију у специјалу Било двапут (2017).
14. Тринаести Доктор (Џоди Витакер): Напао ју је Господар енергијом Курункса у специјалу Моћ Доктора (2022).
15. Четрнаести Доктор (Дејвид Тенант): Упуцао га ласером Творац играчака у специјалу Кикот, али ова инкарнација и даље постоји независоно од Петнаестог Доктора због "би-генерисања".

Све инкарнације осим Првог, Ратног и Једанаестог Доктора су побијене.

### Романине регенерације
Романина безобразна сцена регенерације у серијалу Судбина Далека (1979) је у значајној супротности са Докторовим трансформацијама. У првој епизоди серијала, Романа пролази кроз регенерацију, у поступку испробавања неколико различитих облика пре него што је одлучила да усвоји изглед принцезе Астре, лика са којим се сусрела у претходној пустоловини (Чинилац Армагедона).
Вишеструко је покушано у огранак медијима да се објасни неопходност Романине регенерације.
- У краткој причи Марка Михаловског „Лажна стара вештица у орману“ , објављеној у антологији продукције Big Finish, збирке Кратка путовања: Сапутници, непознатој Доктору, Романа трпи штету због изложености Кључу времена. Таман када се спремала да се регенерише, хуманоидно испољавање ТАРДИС-а, љубоморно на Роману, заробљава је у пољу силе. Она наставља да се претвара да је Романа, мењајући се у различите облике док коначно није постала двојница принцезе Астре. Ово испољавање је оно која се појављује у Судбини Далека. Схвативши грешку свог пута након те пустоловине, ослобађа Роману, али је прво натерао женског Господара времена да преузме лик Астре.
- Друго објашњење је дато у аудио серији Галирфеј. Галифреј: Лажи Герија Расела открива да је Романа приморала сопствену регенерацију како би спречила древно галифрејанско зло звано Пандора да добије власт над њом (погледајте и Историја господара времена – Аудио представе).
- Треће објашњење је у аудио причи Петог Доктора Базен хаоса Питера Ангелидса у којој се наводи да су творци Кључа времена поново маскирали његов завршни сегмент у Роману због чега се она променила и због чега је одабрала Астрин облик.

### Господарове регенерације
На екрану је приказано да се Господар регенерише само једном. Међутим, Господар мења изглед неколико пута, често заобилазећи ограничења која се обично постављају Господарима времена. Првобитно га је играо Роџер Делгадо, а његово оронуло касније појављивање (након Делгадове смрти) у серијалу Смртоносни убица (1976) објашњено је чињеницом да је у својој последњој регенерацији. Он је вођен да стекне нови циклус регенерације, али је на крају успео да заобиђе крај свог живота запоседајући тело Тремаса (Ентони Ејнли) у серијалу Чувар Тракена (1981). Ејнли је тумачио Господара до завршетка класичне серије, иако је још неколико пута планирао да добије нови циклус регенерације. У ТВ филму из 1996. године, Господар је погубљен, али вара смрт запоседајући паразитско створење које заузврат запоседа извесног Бруса (Ерик Робертс), дајући Господару још један нови облик.
Када је Господар поново представљен 2007. године, експозиција објашњава да су га ускрснули Господари времена да се бори у Временском рату, очигледно са новим циклусом регенерације. У епизоди Утопија (1. део) (2007), његов помоћник га је смртно упуцао и из облика познатог као професор Јана кога игра Дерек Џејкоби прелази у нову инкарнацију коју игра Џон Сим. Пре регенерације, Господар изражава жељу да постане "млад и јак" као Десети Доктор. Лик по имену Господарица се први пут појављује у епизоди Удахни дубоко (2014) пре него што је откривена као Господарица у епизоди Тамна вода (2014) након што се регенерисала, што није приказано, током одсуства лика. За већину Господарициних појављивања, непознато је како се Господар регенерисао у њу. Касније је откривено у епизоди Докторов пад да је сама Господарица присилила регенерацију. У настојању да осигура да ће она доћи у постојање и стати уз Доктора, Господарица је забила нож у леђа Господару како би покренула његову регенерацију, али је рану „прецизирала“ како би он имао времена да стигне до свог ТАРДИС-а пре него што регенерација почне. Заузврат, Господар је убио Господарицу својим ласерским шрафцигером и изјавио да је онемогућио њену регенерацију како би она трајно умрла од хица. Иако је Господарева регенерација у Господарицу остала неизбежна, није приказана на екрану. Међутим, Господарица није била сигурна да ли ће се та конкретна инкарнација регенерисати право у њу јер је била погођена губитком памћења који је исход укрштања њихових временских црта.
У неколико кратких прича објављених у универзуму Доктора Хуа, виде се неке регенерације за Господара, међу којима и два одвојена разлога за регенерацију инкарнације Роџера Делгада: он је повређен када је Сузан Форман уништила његову опрему када је покушао да је узме као таокињу у роману са Осмим Доктором „Наслеђе Далека“ и трпи енергетски преоптерећење у обрачуну са Дванаестим Доктором у комичној причи „Врата пакла“. У краткој причи Пандорикова кутија, Господар је приказан како се регенерише у Господарицу због своје битке са Расилоном који се такође регенерисао како је предвидео Тренутак. Међутим, ово је у супротности са епизодама Док је света и века и Докторов пад. Аудио пустоловинаа Лумијац представља инкарнацију Господара која себе назива „Лумијац“, описујући себе као персонификацију Господареве доброте, баш као што је Долина представљао Докторово зло, који се представља као Господарицино будуће ја створено коришћењем комплекса опрема за прчишћење најгорих аспеката Господара током трауматске регенерације. Докази снажно указују да је Лумијац следећа Господарицина инкарнација, а аудио се завршава тако што Господарица убија Лумијца и указује да ће се она регенерисати у инкарнацију Саше Давана, али ништа није јасно потврђено.
У специјалу Моћ Доктора, Доктор је приморана да се регенерише у Господара којег игра Саша Даван. Ово су преокренули Јаз и Виндер са "регенерацијом" назад у Доктора. Регенерације су користиле исти визуелни ефекат као нормалне регенерације у серији.

### Ривер Сонгине регенерације
Ривер Сонг, такође позната и као Мелоди Понд, регенерисала се два пута током шестог серијала. Иако је људско биће и ћерка Ејми Понд (отуда њено презиме) и Рорија Вилијамса, зачета је у њиховој брачној ноћи на ТАРДИС-у и стога је рођена са генетским особинама сличним Докторовом сопственом роду, Господарима времена.
У епизоди Дан Месеца (2011), Мелоди Понд као дете (Сидни Вејд) шетала је уличицом Новог Јорка и на крају епизоде почетком 1970. године, пати од непознате болести. Када је један скитница питао да ли је добро, она је објаснила да је све у реду, да умире, али може то да реши. Касније је почела да се регенерише у стилу оживљене серије, а скитница је преплашен побегао.
У епизоди Хајде да убијемо Хитлера откривено је да се препородила у мало дете (Маја Глејс-Грин). Овај облик је касније сазрео у најбољу пријатељицу Ејми Понд Мелс (Нина Таусен-Вајт) која се регенерисала у свој познатији идентитет Ривер Сонг (Алекс Кингстон) након што је убијена. У претходно поменутој епизоди, после регенерације, Мелоди је била отпорна на рафалну ватру због свог вишка регенеративне енергије. У истој епизоди, Ривер Сонг је искористила сву своју преосталу енергију регенерације да оживи Доктора, а како је Ејми рекла "Сада си безбедна. Очигледно си искористила све своје преостале регенерације у једном потезу. Није требало то да радиш." Због тога је одведена у болницу и сада више нема способност регенерације. У епизоди Супрузи Ривер Сонг откривено је да Ривер има продужени животни век у својој последњој инкарнацији, али никада није разјашњено да ли је то нуспојава физиологије њеног хонорарног Господара или нешто што је добила на други начин.

### Друге регенерације
У епизоди Ђавоље решење (2015), док му је претио пиштољем, генерал каже Доктору да је тренутно у десетој регенерацији. Доктор га затим упуцава због чега се из старог белца препородио у млађу црнку. Генерал касније каже да је њена претходна инкарнација била једина мушка.
У епизоди Докторова ћерка (2008), Докторов ДНК је искоришћен за стварање насловне "ћерке" Џени (Џорџија Тенант) која показује многе, али не све особине Господара времена. На крају епизоде, погођена је у груди и изгледа да је умрла. Међутим, дуго након што су Доктор и његови сапутници отишли, она чудесно васкрсава и избацује енергију из својих уста која, прилично двосмислено, личи на регенеративну енергију и енергију коју емитује уређај за обнављање планете у истој епизоди. Питање да ли је ово права регенерација остаје без одговора јер Џени није променила свој изглед.
У епизоди Крај времена (2009/10), Господар напада господара председника Расилона енергетским муњама, бацивши га на колена. У време свог следећег појављивања у епизоди Ђавоље решење, Расилон се регенерисао у много старију инкарнацију. У приповеци Пандорикова кутија потврђено је да је Господаров напад подстакао ову регенерацију како је предвидео Тренутак.
У премијери огранак серије К9 из 2009. изворни К-9 Марк I (Лисон) је поново уведен и уништен, али је касније откривено да је инсталиран са "колом за регенерацију". У овом тренутку, уобичајени модел К-9 се "регенерисао" у CGI модел префињенијег изгледа.

### Визуелни ефекти
Прву регенерацију је осмислила и извела видео миксерка Ширли Кауард која је прилично неочекивано смислила методу за постизање ефекта електронским путем. Првобитни план продуцентске екипе био је једноставно да Вилијам Хартнел падне на под на крају епизоде Десета планета (4. део) (1966) и навуче свој огртач преко лица. Траутон би се тада појавио на почетку епизоде Моћ Далека (1. део) (1966), повлачећи огртач. Кауардина тада изумљена мешавина снимака захтевала је да се Траутон на брзину уговори за епизоду Десета пленате (4. део). Прва секвенца регенерације је тада прописно снимљена 8. октобра 1966. године, а резолуција врхунца је снимљена две недеље касније, 22. октобра. Накнадни прикази регенерације кроз класичну серију снимани су на различите начине, како је режисер диктирао у тој епизоди. Обично или једноставно избледење између две инкарнације, сјајни ефекат који је открио следећу инкарнацију или једна инкарнација која се претвара у следећу.
Ниједне две регенерације нису биле посебно сличне све до оживљене серије када су ефекти почели да се стандардизују. Још од епизоде Растанак (2005), скоро свака регенерација је приказана као „експлозија златног сјаја“ (иако су ограничени случајеви више волели углавном млечно белу боју) праћена високим звуком „шиштања“. Епизода Роуз је била прва која је описала ову врсту регенерације Десетом Доктору, рекавши "Видела сам (Деветог Доктора) како је експлодирао, а онда сте га ви заменили". Такође, овај стил регенерације се обично приказује као насилна пражњења која могу бити штетна за оне у близини, при чему се доктор или његови сапутници одаљавају на безбедну удаљеност од особе која се регенерише.
Свесно задржавање регенерације изазива накупљање енергије што исходи снажним и насилним експлозивним пражњењем енергије регенерације као што је виђено у епизодама Крај времена (2. део) и специјалима Било двапут (2017) и Моћ Доктора (2022), са некадашњим изгледом који уништава или оштећује унутрашњост ТАРДИС-а. Такође, добијање новог циклуса регенерације и накнадно "ресетовање" тела је исходило праском и ударним таласом енергије регенерације са снагом термонуклеарног праска као што је приказано у специјалу Време Доктора (2013). Усмерена регенерациона енергија пражњења током овог времена имају моћ да униште Далек тањир. Права регенерација Једанаестог Доктора, након дивљег излива енергије регенерације који је само ресетовао његово тело, први је пут да се оживљена серија разликује од устаљеног поступка регенерације. Када се регенерисао у Дванаестог Доктора у специјалу Време Доктора (2013), поступак је био само кратак, углавном ван екрана (због Доктора који се нагињао ван кадра), бљесак енергије.
У мањим пражњењима, енергија регенерације је била далеко мање штетна и могла је да се емитује као дах, као што је виђено у епизодама Божићна најезда (2005), Докторова ћерка (2008) — иако приповедање никада није јасно показало да се Џени заправо регенерисала — Једанаести час (2010) и Жена која је пала земљу (2018) или из руке у праменовима златне енергије регенерације — која је била способна да излечи повреде других — као што је виђено у епизоди Докторова супруга (2011).
Ова визуелна стандардизација је омогућила да се приповедања поиграју са регенерацијом. Само присуство енергије регенерације или њеног "шиштања" звука сада се може искористити за повећање драматичне напетости. Ова визуелна пречица, недоступна продукцијским екипама у класичној ери, била је посебно омиљена Стивена Мофата који је обилато користио „златни сјај“ током серијала из 2011.